# Urus (montaña)
Urus (del vocablo quechua ancashino, urus que significa 'cerebro') es una montaña ubicada entre la quebrada Ishinca y la quebrada Akillpo en la Cordillera Blanca en los andes de Áncash, Perú, con una altitud máxima de 5495 m s.n.m.
La montaña Urus tiene 3 picos:
- Urus Este (5420 m)
- Urus Central (5495 m)
- Urus Oeste (5450 m)

## Características
La cadena de los Urus forman el límite norte del valle del Ishinca. Se trata de 3 picos, Oeste, Central y Este, de los cuales el más famoso y más ascendido es el Urus Este (5420 m).
Estas cumbres son unas de las cimas más pequeñas de la Cordillera Blanca, pero son perfectas para la aclimatación para luego ir hacia cumbres con mayor altitud y dificultad. Ofrece una vista privilegiada de montañas como Palcaraju, Tocllaraju, Ranrapalca, Ocshapalca, Copa y Akilpo.

## Ascensos históricos

### Primeras expediciones
Perú : Urus Central (5495 m) fue escalada por primera vez el 3 de abril de 1954 por Alberto y César Morales Arnao.
 Suiza : Urus Oeste (5450 m) fue escalada por primera vez el 3 de agosto de 1963 por Patricia Villars Apothéloz, Daniel Bach, Jean-Jaques Fatton, Georges de Rham, Gilbert Apothéloz, Albert Bezinge y Carlo Jacquet.

## Acceso

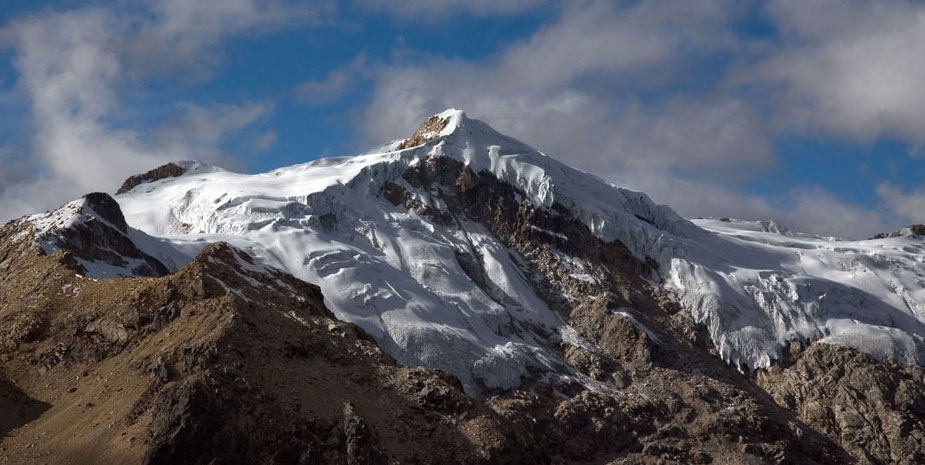
Vista Ishinca desde la cumbre de Urus.

Desde la ciudad de Huaraz se va hacia el norte hasta el pueblo de Paltay, luego se va hacia el este hasta el centro poblado de Pashpa (3500 m) en el distrito de Taricá. De ahí se camina por la quebrada de Ishinca unas 4 horas atravesando un bosque de quenuales hasta llegar al campo base ubicado a 4300 m.